# Černuc
Černuc (Duits: Tschernutz) is een Tsjechische gemeente in de regio Midden-Bohemen en maakt deel uit van het district Kladno. Het dorp ligt op 3,5 km afstand van Velvary, 12 km van Slaný en 19 km van de stad Kladno.
Černuc telt 966 inwoners.

## Geografie
De gemeente Černuc bestaat uit de volgende plaatsen:
- Černuc;
- Bratkovice;
- Miletice;
- Nabdín;
- Hospozínek (deels).

De Vranskéhobeek stroomt door de gemeente en de tafelberg Dolnooharská ligt in de buurt ervan.

## Geschiedenis
De eerste schriftelijke vermelding van het dorp dateert van 1302.
Sinds 1960 is Černuc een zelfstandige gemeente binnen het Kladnodistrict.

## Verkeer en vervoer

### Autowegen
De weg II/240 loopt door de gemeente en verbindt Černuc met Kralupy nad Vltavou, Velvary en Roudnice nad Labem. Weg II/239 Černuc - Peruc - Černčice begint in het dorp.

### Spoorlijnen
Station Černuc ligt net buiten het dorp aan spoorlijn 095 Roudnice nad Labem - Zlonice. De lijn is een enkelsporige regionale lijn waarop het vervoer in 1900 begon. In 2011 reden er nog twee treinen per dag over de lijn, maar in december 2021 werd de dienst op dit deel van de lijn stilgelegd.

### Buslijnen
Er halteren twee buslijnen in het dorp: lijn 595 Vraný - Velvary - Poštovice/Jarpice en lijn 596 Černuc - Velvar (schoolbus). De lijnen worden geëxploiteerd door ČSAD Slaný.

## Bezienswaardigheden
- Sint-Linhartkapel op het dorpsplein;
- Standbeeld van de Maagd Maria op het dorpsplein;
- Standbeeld van Johannes van Nepomuk, bij de weg naar Nabdín;
- Kleny u Černuce, drie gedenkbomen ongeveer 3 km ten noorden van het dorp.

## Galerij

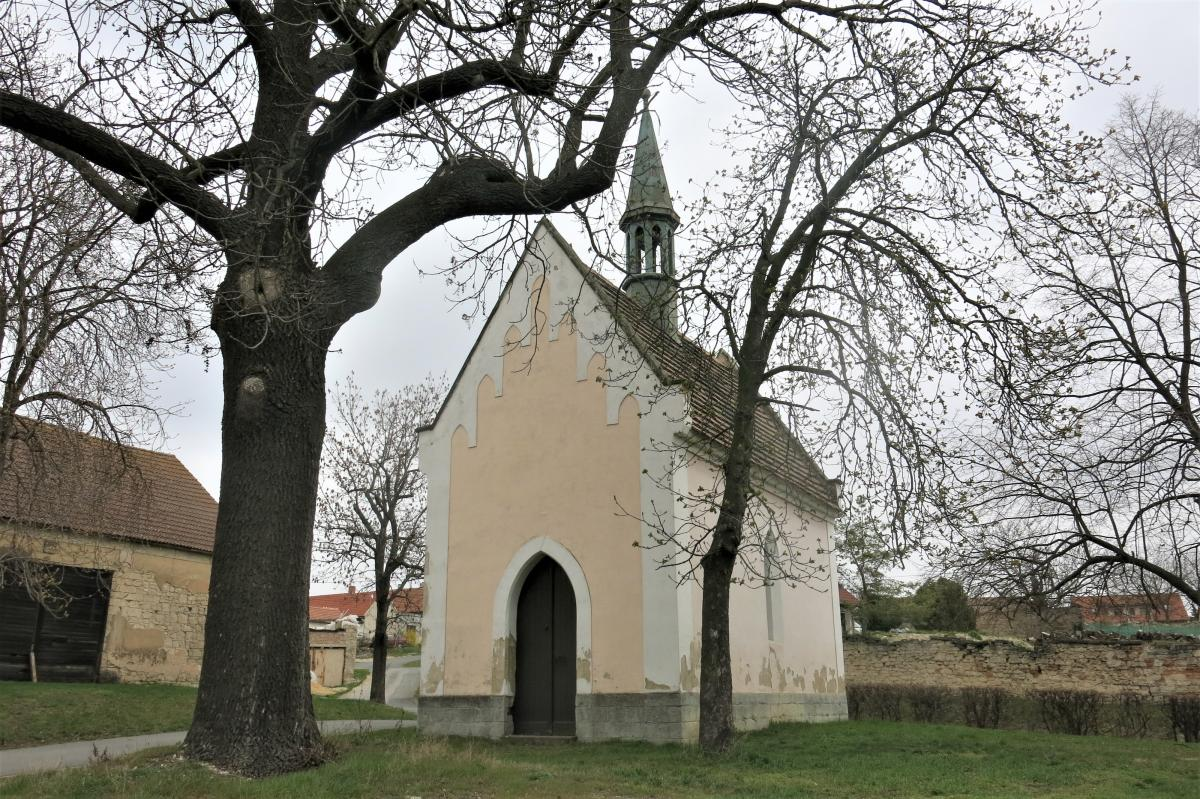
Kapel
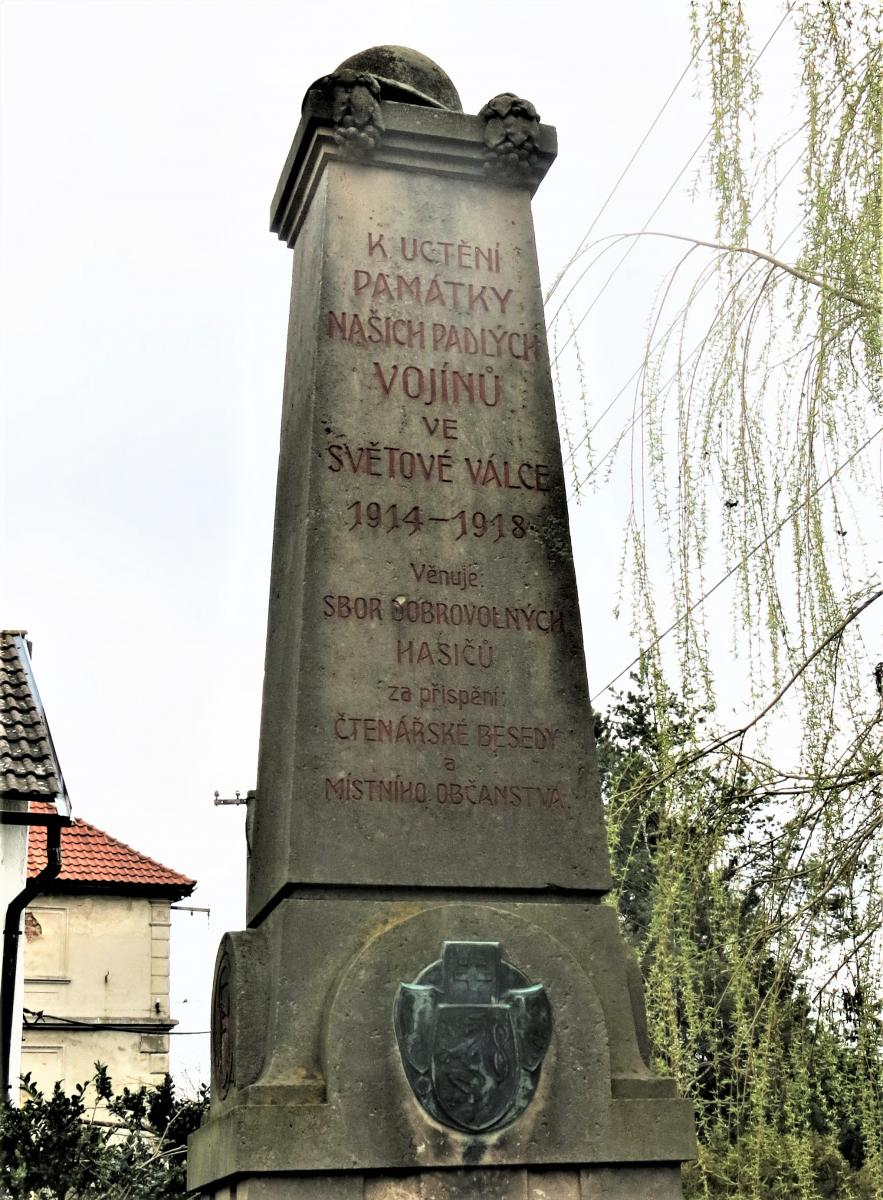
Oorlogsmonument (WO2)
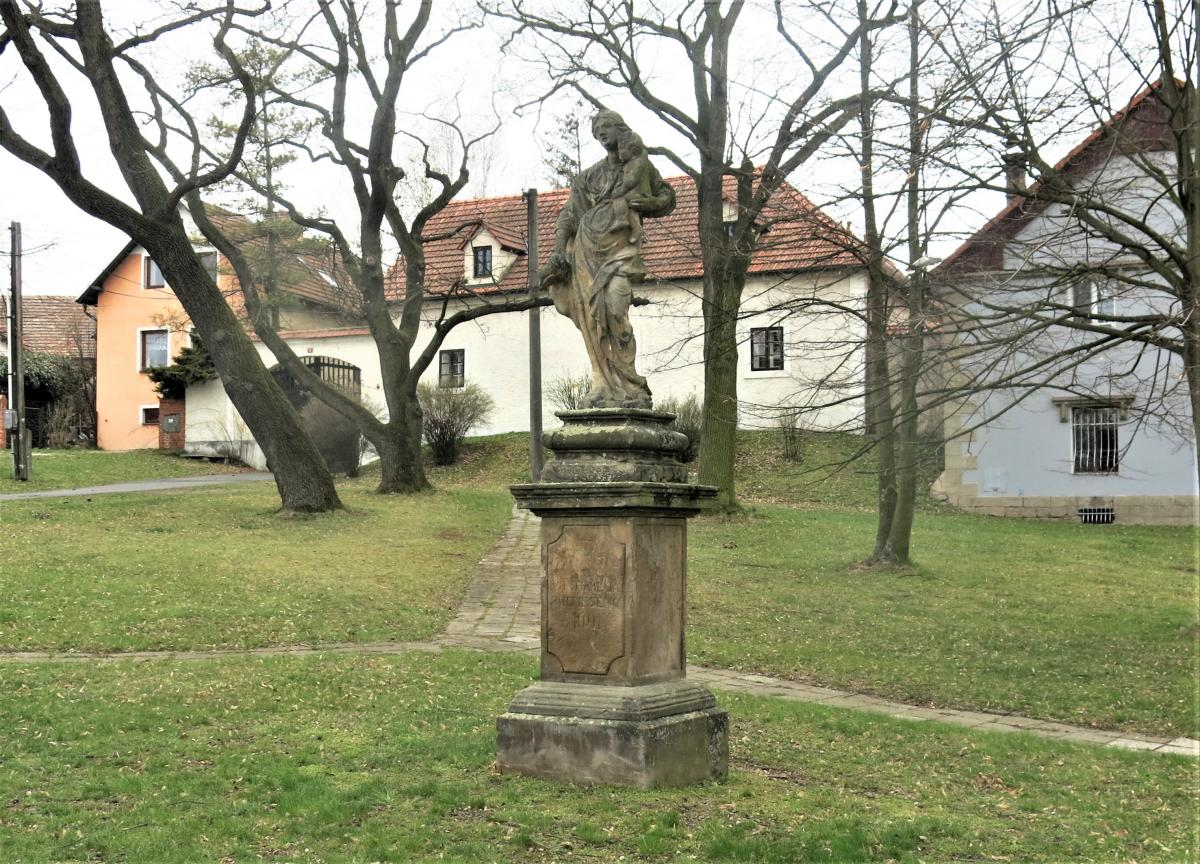
Standbeeld van de Maagd Maria
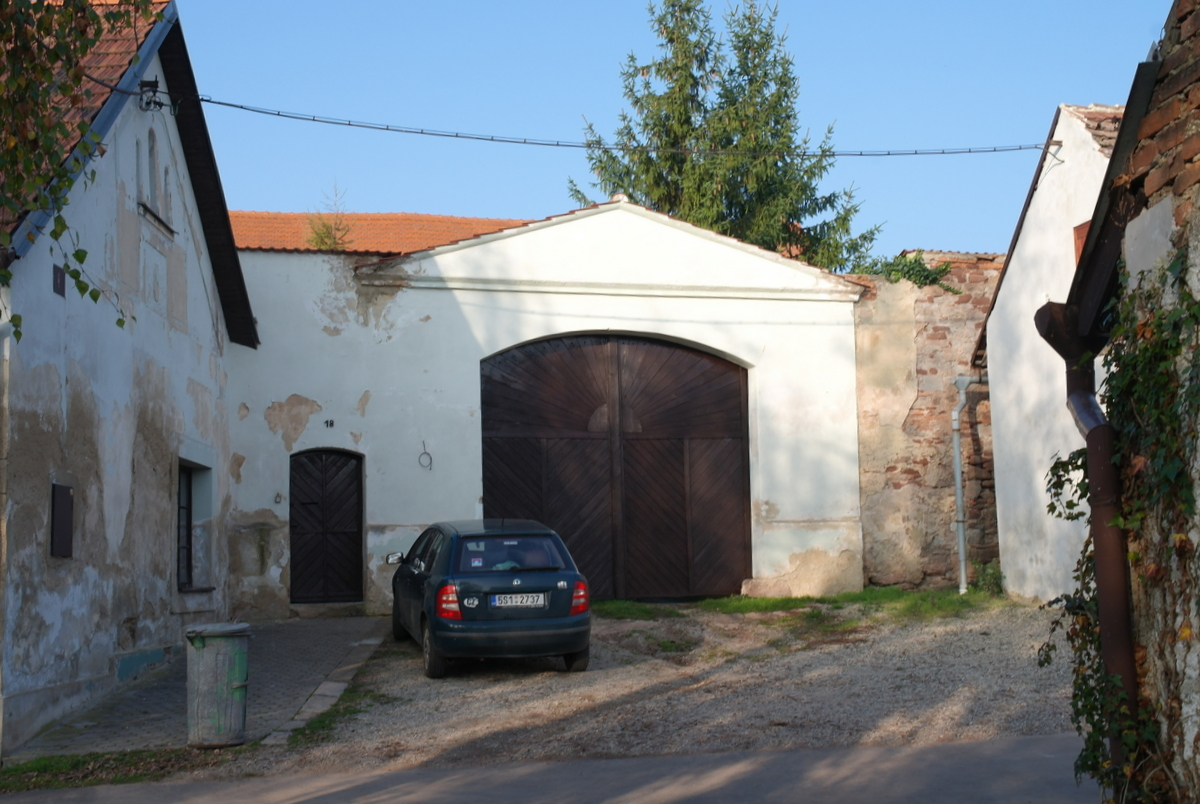
Historische boerderij
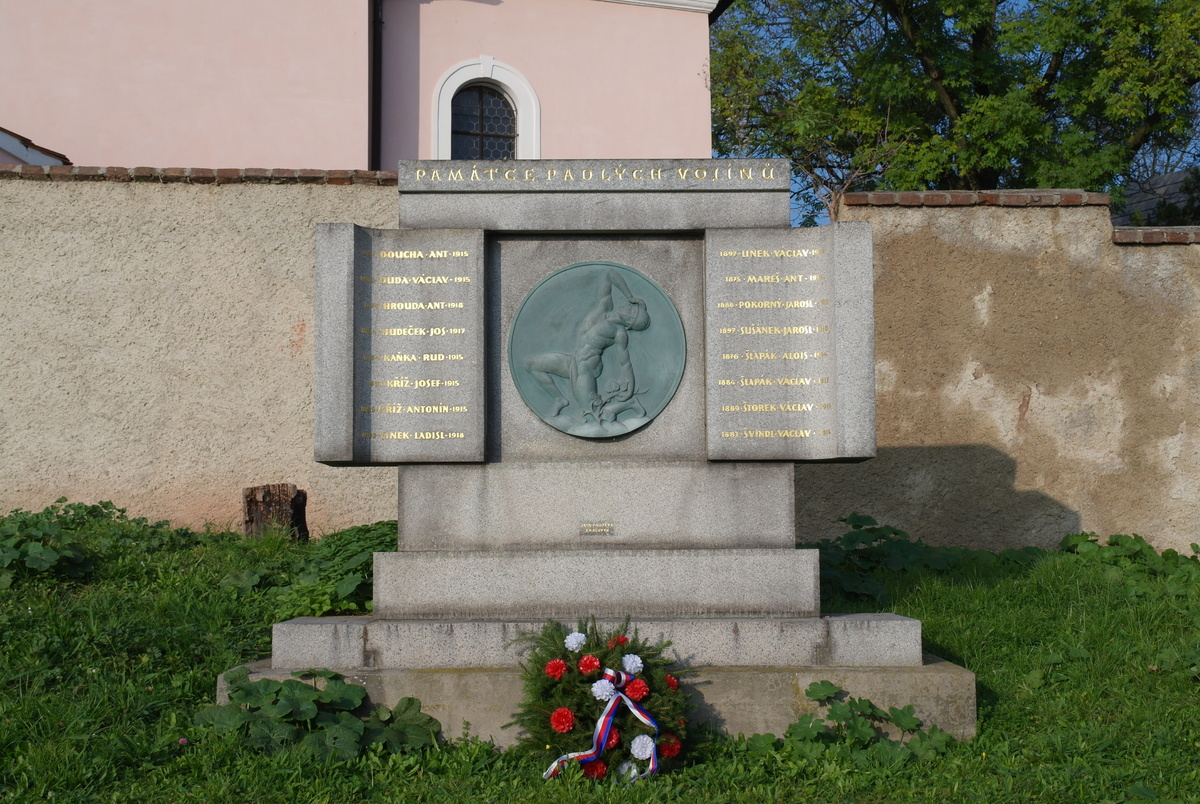
Oorlogsmonument (WO1)